# Compsopogonophyceae
Compsopogonophyceae, razred crvenih algi, dio poddivizije Proteorhodophytina. Postoje sedamdesetak priznatih vrsta unutar tri reda.

## Redovi
1. Compsopogonales Skuja  11 vrsta
2. Erythropeltales Garbary, G.I.Hansen & Scagel  64 vrste
3. Rhodochaetales Bessey 1 vrsta